# Kh-47M2 킨잘
Kh-47M2 킨잘은 러시아의 공중 발사 탄도 미사일이다.

## 역사

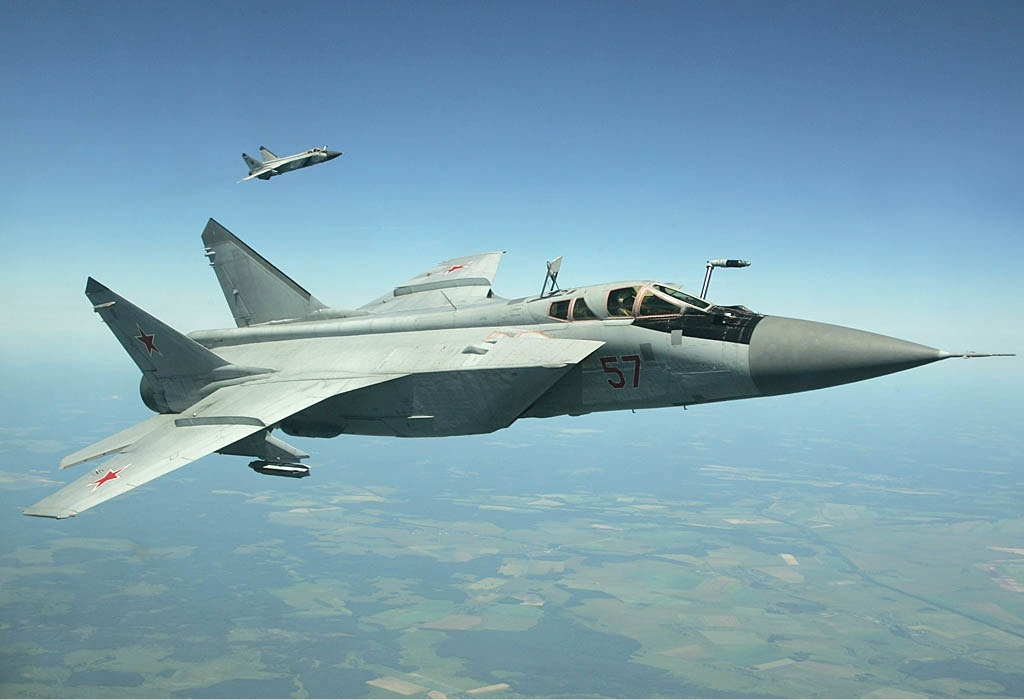
미그-31

러시아 공군은 소형 핵 추진 엔진을 장착한 극초음속 미사일 '킨잘'(단검) 발사 시험에 성공했다. 개량형 미그 31에서 발사된다. 원래 미그 31은 공대지 폭격 모드는 없는 순수 요격기였다. 러시아 공군은 킨잘 시험 운용을 위한 MiG-31 비행편대를 2017넌 12월부터 남부 군관구에 배치했다.
킨잘은 지상과 해상 목표물을 타격한다. 사거리는 2000 km이며, 핵탄두와 재래식 탄두가 가능하고, 마하 10의 속도에 레이다 탐지 회피 기능이 탁월하고 기동성이 뛰어나다.
2018년 3월 1일 푸틴 대통령이 연례 국정연설에서 최초로 공개했다. 2017년 12월부터 실전배치되었다고 주장했다.
속도 마하 10, 사거리 2000 km, 핵탄두와 재래식 탄두를 장착할 수 있으며, 현존하는 모든 미사일 방어망을 뚫는다.
2018년 3월 11일, 러시아 국방부는 동영상 공개와 함께 킨잘 시스템을 완벽하게 만들기 위해 올해 들어서만 250 차례 미그-31 전투기가 출격했다고 소개했다.러시아는 킨잘 미사일로 인해 미국의 MD가 뚫렸다고 주장한다. 미국은 부인했다.
2018년 5월 9일, 73주년 러시아 승전기념일의 열병식에서 킨잘 미사일을 장착한 미그-31 전투기가 공개비행을 했다.

## ALBM
킨잘은 지금까지 공개된 동영상 및 날아가는 형태를 보건데 전략유도탄으로 보인다.
전략유도탄은 전략목표 공격용의 유도탄으로서 종래의 전략공군과 유사한 용도에 사용되며 장거리사정과 큰 파괴력을 필요로 하며, 사정거리는 대개 1,500마일 이상으로 탄두에는 메가톤급의 수폭 을 장착하는 것이 보통이다.
일부 킨잘을 순항미사일로 보는 견해도 있지만 순항미사일은 비행기처럼 터보제트 엔진을 사용하여 저공비행을 하며 목표물을 공격하는 유도탄으로 속도는 마하 1 정도다.
자유롭게 비행 고도와 경로를 변경할 수 있다. 또한 비행 중의 외형이 주 날개가 달려 있어 쉽게 구별이 가능하다. (순항미사일은 외형에 주 날개, 터보제트엔진 사용)
여기서 킨잘은 자유롭게 경로를 변경하는 점 빼면 터보제트도 아닌 로켓 엔진을 사용한다.
또한 순항미사일의 가장 큰 특징인 주 날개도 없다. 따라서 킨잘은 순항미사일로 보는 견해는 잘못된 견해이다.

## 백파이어
Tu-22M3 백파이어 초음속 전략 폭격기에 사거리 3000 km 킨잘 미사일 4발을 장착한다. 백파이어 폭격기는 과거 AS-4 키친 공대함 핵미사일 3발을 장착해서, 미국 항공모함을 공격하면 막을 방법이 없다고 알려졌던 폭격기다. 따라서, 러시아가 킨잘의 주공격 목표가 항공모함이라고 밝히지는 않았지만, 백파이어에 장착하던 AS-4 키친 3발과 비슷하게, 킨잘 4발을 장착하는 점을 보면, 미국 항공모함 타격이 주목표일 수도 있다. 그러나 항공모함 타격용이라고 보기에는, 사거리 3000 km가 너무 길다는 문제가 있기는 하다.
- AS-4 키친, 무게 5.82톤, 사거리 600 km, 속도 마하 4.6, 1메가톤 핵탄두, Tu-22M3에 3발 장착
- Kh-47M2 킨잘, 무게 미확인, 사거리 3000 km, 속도 마하 12, 500 kt 핵탄두, Tu-22M3에 4발 장착

## 미국
푸틴 대통령이 2018년 3월에 킨잘을 처음 공개하면서, 엄청나게 자랑을 했다. 이에 트럼프 대통령은 2020년 5월 AGM-183 ARRW을 매우 자랑했는데, AGM-183 ARRW 라고 특정하지는 않았으나, 다른 연설에서의 일관된 자랑에서, AGM-183 ARRW라고 추정할만한 말들을 많이 했다. 북한에 대한 최신 핵무기라고 자랑했다. 평양에서 3400 km 떨어진 괌에서 이륙하는 B-1B 초음속 전략 폭격기에 31발 장착한다.
- Kh-47M2 킨잘, 폭격기 발사, 사거리 2000-3000 km, 마하 10, 500 kt 핵탄두, 현존하는 모든 미사일 방어망 무력화
- AGM-183 ARRW, 폭격기 발사, 사거리 1600+ km, 마하 20, 핵탄두, 현존하는 모든 미사일 방어망 무력화

## 우크라이나 전쟁
2023년 5월 11일, 러시아 국방부의 고위 당국자는 관영 스푸트니크 통신에서 "킨잘 요격은 희망 사항"이라고 잘라 말했다. 그는 "킨잘의 최고 속도는 패트리엇 등 서방이 우크라이나에 제공한 방공체계의 최대 전투기능을 넘어선다는 게 팩트"라고 주장했다.
2023년 5월 16일, 우크라이나는 밤새 수도 키예프를 향해 발사된 6개의 킨잘 미사일을 모두 요격했다고 주장했고, 러시아 국방부는 같은 날 밤 킨잘 미사일로 미국이 만든 패트리어트 지대공 미사일 방어 시스템을 파괴했다고 주장했다.

## 제원
- 길이: 7.4 m
- 무게: 4 톤
- 탄두중량: 500 kg, 핵탄두, 재래식 탄두
- 사거리: 2,000 km (전투기 항속거리 포함)
- 비행고도: 20 km
- 속도: 마하 10
- CEP: 1 m
- 특징: 전세계 모든 미사일 방어 체제 요격 회피
- 발사대:
  - 미그 31 - 1발
  - 투폴레프 Tu-22M 백파이어 폭격기 - 4발

## 같이 보기
- AGM-183 ARRW - 미국판 킨잘